# Магда Сабо

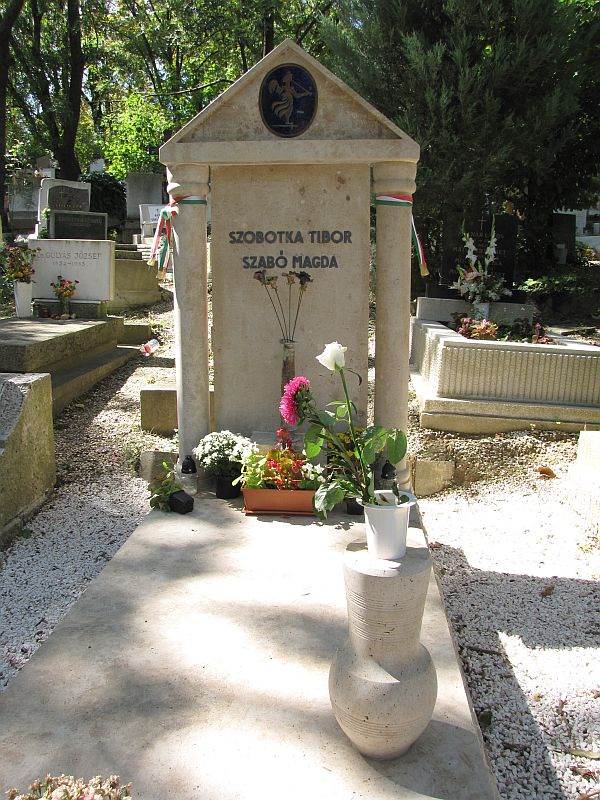
Магда Сабо та Тібор Соботка (Фаркашреті: 21/1-1-13)

Ма́гда Са́бо (угор. Szabó Magda; нар. 5 жовтня 1917, Дебрецен, Австро-Угорщина — пом. 19 листопада 2007, Керепеш, Угорщина) — угорська письменниця, авторка п'єс, есе, мемуарів, поезії, сценаріїв та перекладів. Заборонена в часи сталінської влади.

## Біографія
Народилася 5 жовтня 1917 року у Дебрецені, Австро-Угорщина. Закінчила Дебреценський університет як учителька латини та угорської мови. Спочатку працювала у кальвіністській школі для дівчат у Дебрецені та Годмезевашаргей. Між 1945 та 1949 роками Магда Сабо працювала у Міністерстві релігії та освіти. 1947 року одружилася з письменником та перекладачем Тібором Соботкою.
Почала письменницьку кар'єру як поетка, опублікувавши збірку «Ягня» (угор. Bárány) у 1947 році, а у 1949 році видала «Назад до людини» (угор. Vissza az emberig). Того ж року Сабо отримала премію Баумгартен, яку — з політичних міркувань — у неї забрали у день вручення. Того ж року її звільнили з Міністерства.
Протягом встановлення режиму Сталіна із 1949 до 1956 роки уряд не дозволяв публікувати твори Сабо. Оскільки її безробітний чоловік теж не міг працювати при комуністичній владі, вона була змушена вчителювати у початковій школі.
Її перший роман «Фреска» (угор. Freskó), написаний протягом цих років, опублікували 1958 року і він отримав визнання аудиторії. 1970 року вийшов її найвідоміший роман «Абігейл» (угор. Abigél) — пригодницька історія про школярку, яка вчилася у східній Угорщині протягом війни. За книгою зняли телесеріал у 1978 році. «Абігейл» було визначено як шостий за популярністю роман в угорській версії списку 200 найкращих книг за версією BBC. До першої сотні списку потрапили також три інші романи Сабо: «До Елізи» (Für Elise), «Старомодна історія» (угор. Régimódi történet) та «Двері» (угор. Az ajtó).
Магда Сабо отримала кілька нагород в Угорщині, її твори публікувалися у 42 країнах. 2003 року стала лауреаткою французької літературної премії Феміна за найкращий іноземний твір.
Магда Сабо померла 19 листопада 2007 року.